# 결정화도
결정화도(結晶化度, 영어: crystallinity)는 고체에서 구조적 질서의 정도를 나타낸다. 결정도(結晶度)라고도 한다. 결정에서는 원자나 분자가 규칙적이고 주기적인 방식으로 배열된다. 결정화도는 물리적 특성, 밀도, 투명성, 확산에 큰 영향을 미친다. 이상 기체에서는 원자나 분자의 상대적 위치가 완전히 무작위적이다. 액체 및 유리와 같은 비정질 물질은 중간 사례를 나타내며 짧은 거리(몇몇 원자 또는 분자 간격)에서는 순서가 있지만 긴 거리에서는 순서가 없다.

## 같이 보기
- 고체
- 투명성

## 참고 문헌
- Oxford dictionary of science, 1999, ISBN 0-19-280098-1.